# ワシントン・ナショナルズ (ユニオン・アソシエーション)
ここでは1884年にアメリカ合衆国ワシントンD.C.を本拠地とし、ユニオン・アソシエーションに加盟していたワシントン・ナショナルズ（Washington Nationals）について記述する。

## 球団史
1884年にユニオン・アソシエーションが創設された際、合わせてチームが結成されリーグに加盟した。同年、ワシントンD.C.にはアメリカン・アソシエーションに加盟したもう一つの「ワシントン・ナショナルズ」が結成されたこともあり、それまで殆どメジャーリーグの経験のない選手達を集めてチームを作らざるをえなかったようである。監督となったアイルランド生まれのマイク・スキャンロンもメジャーリーグ采配の経験はなかった。選手は1年間でのべ51人が登録されたが、うち17人は1試合しか出場していない。
その中でも投手陣ではビル・ワイズが23勝を上げ、打つ方ではハリー・ムーアが打率.336を記録するなどし、チームは12球団中7位の成績を挙げる。しかしユニオン・アソシエーションは1年で解散、チームは翌1885年をマイナーのイースタンリーグで過ごしていたが、この年を最後に解散した。

## 戦績
| 年度   | リーグ | 試合 | 勝利 | 敗戦 | 引分 | 勝率 | 順位 | 監督                 | 本拠地          |
| ------ | ------ | ---- | ---- | ---- | ---- | ---- | ---- | -------------------- | --------------- |
| 1884年 | UA     | 114  | 47   | 65   | 2    | .420 | 7位  | マイク・スキャンロン | Capitol Grounds |

## 所属した主な選手
- ハリー・ムーア：1884年のみ出場。打率.336
- ビル・ワイズ：50試合に登板、23勝18敗。実働3年だが1884年以外は殆ど出場していない。

## 主な球団記録
- チーム最高打率：.336（ハリー・ムーア）
- チーム最多安打：155（ハリー・ムーア）
- チーム最多勝利：23（ビル・ワイズ）